# Albatross (golf)
Albatross är en golfterm som innebär att bollen går i hålet på 3 slag under hålets par, exempelvis 2 slag på ett par 5-hål. Albatross på par 5-hål anses normalt vara svårare än hole-in-one på par 3-hål.
Albatross är en internationell term. Termen är dock i USA ofta benämnd double eagle.